# دره سنگلاخ
سنگلاخ دره‌ای کوهستانی در هفتاد کیلومتری غرب کابل و سه کیلومتری شمال شرق ولسوالی/شهرستان جلریز در درهٔ میدان ولایت میدان وردک افغانستان واقع است.

## نام
واژهٔ «سنگلاخ» مرکب از دو کلمهٔ «سنگ» و «لاخ» است. لاخ به معنای مکان است که ترکیب آن با سنگ، می‌شود سنگلاخ، به معنای سنگستان و مکان سنگ (لوح فشرده لغتنامه دهخدا). سنگلاخ به زمین پرسنگ، که در آن سنگ ریزه و سنگ پاره فراوان باشد گفته می‌شود (حسن عمید، ۱۲۳۹). شعرا، عارفان، ادیبان و نویسندگان زبان فارسی از کلمهٔ سنگلاخ در اشعار و نوشته‌های شان فراوان استفاده کرده‌اند. در اشعار فردوسی آمده‌است:
| برسنگلاخ و دشت فرود آمدی خجل |  | اندر میان خاره و اندر میان خار |

خواجه عبدالله انصاری سروده‌است:
| غافل مشو که مرکب مردان مرد را |  | در سنگلاخ بادیه پی‌ها بریده‌اند |

سنگلاخ، در اشعار شاعران بزرگی چون سعدی، مولوی، فردوسی، فرخی، نظامی، خاقانی، جامی و … به معنای زمین و دشتی پر از سنگ، بی‌گیاه، شوره زار، صحرای سنگی و خشک و کوهستان صعب العبور به کار رفته‌است. اما ابوشکور بلخی آن را به معنای خانهٔ سنگی به کار برده‌است، چنان‌که می‌گوید:
| من اندر نهان زین جهان فراخ |  | برآورده کردم یکی سنگلاخ |

سنگلاخ، هم‌چنین نام کتابی است که میرزا مهدی استرآبادی، منشی نادرشاه افشار، آن را به عنوان فرهنگ لغات آثار امیرعلی شیر نوایی، در سال ۱۱۷۳ هجری قمری مصادف با ۱۷۵۹ میلادی تألیف کرده‌است.
سنگلاخ، نام یکی از شعرای عارف و خوشنویس دوره‌های فتح‌علی‌شاه قاجار، محمدشاه و ناصرالدین‌شاه قاجار نیز بوده‌است. او مشهور به میرزا سنگلاخ، خراسانی الاصل و استاد خط نستعلیق بود که بیش از ۲۵ سال در ممالک عثمانی و مصر زندگی کرد و خود را «آفتاب خراسان» خواند. میرزا سنگلاخ کتابی بنام «امتحان الفضلاء و تذکرهٔ خطاطان» در دو جلد و کتابی تحت عنوان «درج جواهر» به یادگار گذاشته‌است.

## جغرافیا
درهٔ سنگلاخ در هفتاد کیلومتری غرب کابل و سه کیلومتری شمال شرق ولسوالی/شهرستان جلریز در درهٔ میدان ولایت میدان وردک واقع شده‌است. سنگلاخ، در موقعیت جغرافیایی ریاضی سی و چهار درجه و سی و سه دقیقه و چهل و چهار ثانیه عرض البلد شمالی و شصت و هشت درجه و چهل و یک دقیقه و چهار ثانیهٔ طول البلد شرقی قرار داشته و مساحت دره و کوه‌های اطراف مربوط به آن حدود ۳۰ کیلومتر مربع است. ارتفاع درهٔ سنگلاخ از سطح دریا در نقطه‌ای بین کوه راقول و ابتدای درهٔ هلمند ۳۵۰۰ متر و در منطقهٔ خشک کرمنج ۲۷۴۵ متر است.
سنگلاخ، مهم‌ترین و پرجمعیت‌ترین حوزه از حوزه‌های پنجگانه ولسوالی/شهرستان جلریز است که بر اساس آمار تخمینی وزارت داخله بین سال‌های ۱۹۵۴ تا ۱۹۷۳ میلادی، حدود ۲۴ درصد کل جمعیت ولسوالی/شهرستان را به خود اختصاص داده‌است؛ در حالی که حوزهٔ سرچشمه ۲۰ درصد، حوزهٔ مرکز جلریز ۲۲ در صد، حوزهٔ تکانه ۱۷ در صد و حوزهٔ زیولات نیز حدود ۱۷ درصد کل جمعیت ولسوالی را تشکیل می‌دهند.
براساس آمارهای متفاوت وزارت امور داخله افغانستان و وزارت زراعت افغانستان تا سال ۱۹۷۳ و نیز اطلاعات سال‌های اخیر، در سنگلاخ بیش از ۶۰ قریه، منطقه و قلعه وجود دارد که البته تغییراتی در آن‌ها به وجود آمده‌است.
اسامی این مناطق و قلعه‌ها از این‌قرار است: درهٔ ذاکر، راست دره، چپ دره، پیوندا، سرخ گلک، قلعهٔ میرزاخان، قلعهٔ نادر، قلعهٔ سادات، درشودیار (دَرشُدیار)، سه قلعه، قلعهٔ اَبغه، دهن اورمون، بلند قلعه، قُتوغ، بغل لِس، سرخ قلعه، درهٔ لکلک‌خانه، راقول، خشک کرمنج، تهٔ (زیر) چنار، ترکرمنج، درسَرای، بالاکوه، دریده، سیاه‌سنگ، سرِسنگ، پل‌شاه (قلعهٔ سیدشاه خیرالله، دردومبا)، قلعهٔ سرخ، ملک خیل (کوتی قاضی، دهن قولک علیا، ملاخیل، قولک پایین، دهن قلات، قلعهٔ طره بازخان، قلعهٔ شاه علم، برج زبردست، بالا جوی، قلعهٔ میرسیدعلی، کوتی قارا)، قلعهٔ شاه، پشته، درهٔ حصار (خواجه مبارک، دوازده امام، شاخل زار و …) سرگردن، قُلته پور، وُته پور، چشمه فتح علی، گیرو، بغلک، کوتی سوخته، قلعهٔ سیدمیرزا، کوتی پوستین دوز، قلعه ملک، کوتی حکومت، بالا قلعه، قلعهٔ بنگی، کوتی علی اکبر، قلعهٔ رجب، تا قلعه، پایین قلعه، قلعهٔ معصوم، سیدخیل، قلعهٔ اسماعیل، قلعهٔ محمد علی‌شاه، آهنگران (درهٔ آهنگران، قول سید میر، قول لکار، سنگ پلک، درهٔ بقاب، قلعهٔ برجک، سینگار).
درهٔ ذاکر، در انتهای درهٔ سنگلاخ غیرمسکونی و متشکل از شانزده قول و قولچهٔ به این شرح است: پشمک، ترشک قول، پیازقول، صادقی، غورنو، شکرتخت، بیکتوت، بغری، توربند، بادرنگ، سنگ مزار، تینه بادرنگ، بلدرغونک بالا، بلدرغونک پایین، کرم کُش و قطار سنگ.
درهٔ ذاکر در گذشته به دلیل برخورداری از منابع مناسب آب و علف در فصل تابستان مورد استفاده کوچی‌ها قرار می‌گرفت و در برابر آن مبلغی به عنوان «باج کوه» به مردم محلی (بازماندگان سیدشاه قباد ولی) پرداخت می‌شد. این روند تاکنون نیز ادامه دارد. مردم محلی بر این عقیده هستند که مسئله باج کوه و استفاده اقوام کوچی از منابع طبیعی منطقه باعث از بین رفتن این منابع و همچنین زمینه‌ساز بروز سیلاب‌های فراوانی در این منطقه شده‌است.
در سال ۱۳۵۳ و در دوران ریاست جمهوری داوودخان مردم به واسطه آسیب‌هایی که از محل استفاده کوچی‌ها از منابع طبیعی منطقه دیده بودند اقدام به جلوگیری از ورود این اقوام به منطقه گرفتند که با برخورد ولسوال/فرماندار منطقه مواجه شد؛ و به سرکوب و حبس ۱۲ تن از مردم محلی انجامید. در پی این واقعه مردم سنگلاخ، به والی/استاندار میدان وردک شکایت کردند؛ با این حال وی در سال ۱۳۵۴، با حمایت از اقوام کوچی و با وجود اعتراض مردم محلی، بخش بزرگی از مناطق پرآب و علف دره ذاکر را در اختیار آن‌ها قرار داد.

### کوه‌ها
سنگلاخ، بزرگ‌ترین درهٔ فرعی در سمت راست درهٔ میدان، در شمال شرق حوزهٔ مرکزی ولسوالی/شهرستان جلریز واقع شده‌است. انتهای شمالی مرکز جلریز، بعد از منطقهٔ خروتی علیا، ابتدای درهٔ سنگلاخ محسوب می‌شود. در ابتدای درهٔ سنگلاخ منطقهٔ آهنگران و در انتهای آن درهٔ ذاکر قرار دارد. در انتهای درهٔ ذاکر سلسله کوه‌های پغمان، سنگلاخ را از پغمان و شکردره در ولایت کابل، وند و قتندر در ولسوالی شیخ علی ولایت پروان و کهنه خمار در درهٔ میدان ولایت میدان وردک جدا می‌سازد.
بخشی از کوه پغمان که بین سنگلاخ و دره‌های پغمان واقع شده‌است در سنگلاخ بنام «کوه ذاکر» یاد می‌شود. این کوه در تمام فصول کم و زیاد برف دارد و بلندترین قلهٔ آن «تخت ترکمن» نامیده می‌شود که ار تفاع آن از سطح دریا ۴۶۷۲ متر است.
کوه‌های مشهور سنگلاخ قرار ذیل اند: کوه ذاکر در درهٔ ذاکر، کوه راست دره، کوه دَرشودیار (دَرشُدیار) در اورمون، کوه قُتوغ در سرخ قلعه، کوه لکلکخانه در سرخ قلعه، کوه کفتر خانه و بوتاک در اورمون، کوه راقول (سر هلمند)، کوه بند آسیا، کوه کرمنچ، کوه درسرای، کوه سیاه قرخ، کوه قلات، کوه سنگ‌کلان، کوه زنبورک، کوه آهنگران.

### رودخانه‌های فرعی و چشمه‌ها
رودخانهٔ اصلی سنگلاخ از منطقهٔ «قُتوغ» به پایین همواره آب دارد، اما مقدار آن در فصل‌های مختلف فرق می‌کند. در اوایل بهار که برف‌ها آب شده و بارندگی زیاد است، رودخانه از انتها تا ابتدای سنگلاخ پر از آب می‌شود که به شدت جریان داشته و به درهٔ میدان سرازیر می‌شود. این فصل را فصل آب خیزی می‌گویند که معمولاً خساراتی هم برای زمین‌های دو طرف رودخانه وارد می‌شود. برخی سال‌ها سیلاب‌های ویرانگر زمین‌ها، باغ‌ها و راه‌های سنگلاخ را تخریب می‌کند و خسارات هنگفتی را بر مردم کم زمین تحمیل می‌کند.
بعد از فصل آب‌خیزی در دو ماه حمل/فروردین و ثور/اردیبهشت، در ماه‌های دیگر آب رودخانهٔ سنگلاخ از چشمه‌های کوچک و بزرگی که در داخل درهٔ اصلی یا دره‌های فرعی آن قرار دارند تأمین می‌شود. آب چشمه‌های «قُتوغ» و «ته‌ای سنگ» در سرخ قلعه و خواجه مبارک در درهٔ حصار تأمین‌کنندهٔ اصلی آب رودخانهٔ سنگلاخ می‌باشند.
اسامی مهم‌ترین رودها و چشمه‌های مشهور سنگلاخ عبارتند: از چشمه‌های قَتوغ، کاریز لکلکخانه، چشمهٔ ته‌ای سنگ (میخانه) و چشمهٔ بارمنج در سرخ قلعه، آبشار درسرای، چشمه خواجه مبارک در درهٔ حصار، چشمهٔ فتحعلی در گردنه و چشمه یخک در کوه قلات.

## آب و هوا
درهٔ سنگلاخ به لحاظ اقلیمی در بین مناطق آلپاین تندرا و استیپ قرار دارد. زاویهٔ تابش آفتاب در این دره در اول تابستان (ماه سرطان/تیر) حدود ۷۶ درجه و در اول بهار (ماه حمل/فروردین) حدود ۳۰ درجه است؛ بنابراین، در تابستان هوای سنگلاخ معتدل بوده و در اول بهار، پاییز و زمستان سرد است. بلندترین درجه گرما در سنگلاخ ۴۰ درجه سانتی گراد بالای صفر و پایین‌ترین آن ۲۰ درجه زیر صفر تاکنون ثبت شده‌است.
درهٔ سنگلاخ به شدت کم زمین است و زمین‌های موجود در واقع دامنه‌های کوه‌ها بودند که مردم به مرور زمان آن را به سختی به زمین کشاورزی تبدیل کرده‌اند. به همین دلیل بیشتر زمین‌ها و باغ‌های سنگلاخ هموار نبوده و دارای شیب تند هستند و خاک کافی نیز ندارند. با آن هم آب و هوای مناسب و معتدل سنگلاخ را برای رشد انواع گیاهان، علوفه و غله و نیز انواع درختان مثمر و غیر مثمر مستعد ساخته‌است. اغلب مردم سنگلاخ بین ۵۰۰ تا هزار متر زمین بیشتر ندارند و این مساحت به سوی صفر شدن در حال تغییر است.

## جغرافیای اقتصادی
سنگلاخ با توجه به وضع جغرافیای طبیعی اش از لحاظ اقتصادی به‌طور کلی مستعد کشاورزی، دامداری، باغداری، پرورش ماهی و زنبورداری است.
۱- دامداری: کوه‌های سنگلاخ به دلیل میزان مناسب بارندگی و وجود آب در اغلب نوها و دره‌های فرعی آن‌ها مستعد پرورش انواع گیاهان دارویی و غیر دارویی خوراکی، خارها، بوته‌ها و علف‌ها است.
این ظرفیت به دلیل استفادهٔ نامناسب و بی‌رویه به مرور زمان از بین رفته‌است. به گفته مردم محلی منابع باقی‌مانده مورد استفاده قبیله‌هایی از دیگر مناطق همانند ارغنده، میدان و جلال‌آباد قرار می‌گیرد که با نام کوچی فعالیت می‌کنند. بنابر اظهارات مردم محلی، مردمان خارج از منطقه، کوه‌های خود را قوریغ کرده و مواد سوختی خود را از منابع طبیعی منطقه هلمند و کوه‌های سنگلاخ تهیه می‌کنند. قوریغ، از مادهٔ ترکی قوری گرفته شده به معنای محصور کردن و محافظت کردن است.
1. کشاورزی: کشاورزی تا چند دهه قبل رکن اصلی اقتصاد مردم سنگلاخ را تشکیل می‌داد، هرچند که محصولات کشاورزی مخارج سالانهٔ اکثر خانواده‌ها را کفایت نمی‌کرد. در ابتدا گندم، جو و باقلی محصول اصلی کشاورزی سنگلاخ به‌شمار می‌رفت، اما در طی حدود نیم قرن گذشته کچالو/سیب‌زمینی به محصول استراتژیک سنگلاخ تبدیل شد که به خارج از منطقه به‌خصوص شهر کابل عرضه می‌شود.[۸]
2. باغداری: در درهٔ سنگلاخ، بخاطر فراوانی آب، همواره انواع درخت‌ها وجود داشته‌است. درختان میوه مانند توت، چارمغز، سیب، زردآلو، بادام و آلبالو در این دره سابقه طولانی دارند. در گذشته‌های دور انجیر و انگور نیز در این دره به عمل می‌آمده‌است. ریشه‌های درخت انگور از خشک کرمنج به دست آمده و یک درخت انجیر در سر لاشی/سراشیبی کوه قلات تا چهل سال پیش وجود داشت. این نشان می‌دهد که روزگاری هوای دره سنگلاخ گرم بوده‌است.

در دهه‌های گذشته مردم به ایجاد باغ‌های سیب و زردآلوی اصلاح شده روی آورده و برخی زمین‌های شان را به باغ تبدیل کردند. سنگلاخ از مهم‌ترین تولیدکنندگان سیب و زردآلو در افغانستان است که محصولات آن به پاکستان فرستاده می‌شود. در حال حاضر چند محصول کوهی و دشتی برای مردم سنگلاخ سودآور هستند که عبارتند از: رواش، کچالو، سیب، زردآلو، چارمغز و درختان چنار و عرعر (سپیدار). پرورش ماهی و زنبورداری مشاغلی است که در سنگلاخ به خوبی قابل اجرا بوده و سودآور است، اما تاکنون به این مشاغل توجهی نشده‌است.

## پیشینه
درهٔ سنگلاخ از گذشته‌های دور مسکونی و راه عبور و مرور کاروان‌های تجارتی و زیارتی بوده‌است. آثار برج‌های دیده‌بانی در مناطق مختلف این دره حکایت از رفت‌وآمد کاروان‌ها در دوره‌های پیش از اسلام دارد. هم‌چنین وسایل زندگی ابتدایی مانند شکسته‌های سفال و ریشهٔ درخت انگور که در منطقهٔ «خشک کرمنج» مردم از گل کنی‌های شان به دست آورده‌اند بیانگر حضور انسان در این منطقه در گذشته‌های دور است.
در دوران موسوم به جهاد و جنگ‌های داخلی افغانستان، از سال ۱۳۵۸ تا ۱۳۷۵ بار دیگر مسیرهای عبور و مرور کاروان‌های مجاهدین افغانستانی از طریق درهٔ سنگلاخ احیا شد. کاروان‌ها و دسته‌های مجاهدین از مناطق مختلف این دره رفت‌وآمد می‌کردند. مهم‌ترین مسیرهای رفت‌وآمد دسته‌های مجاهدین از طریق درهٔ سنگلاخ عبارت بودند از: مسیر درهٔ ذاکر به دره‌های پغمان، مسیر چپ دره به قتندر، مسیر راقول و ترکرمنج به درهٔ هلمند، درهٔ سرخ، درهٔ ترکمن، بهسود؛ و مسیرهای درهٔ آهنگران، لکلک‌خانه و درشودیار، به ترتیب به درهٔ زیارت و کهنه خمار در درهٔ میدان.
از مشخصات اقوام و طوایف ساکن سنگلاخ قبل از اسلام اطلاعی در دست نیست، اما قدر مسلم آنست که ساکنان سنگلاخ با مردم اطراف این دره به‌خصوص مردم مقیم جلریز و درهٔ میدان مشترکاتی داشته‌اند که حداقل این اشتراکات بعد از مسلمان شدن مردم افغانستان، دین و زبان بوده‌است. زبان مردم این منطقه از ابتدا زبان فارسی بوده و از زمانی که این دره بنام سنگلاخ شهرت یافته ساکنان آن فارسی‌زبان، شیعه مذهب و اکثر آنان از طایفهٔ سادات بوده‌اند.
در حال حاضر مردمان سادات حسینی نسب از فرزندان سید شاه قباد ولی اکثریت مردم سنگلاخ را در داخل و خارج از این دره تشکیل می‌دهند. علاوه بر سادات حسینی، طایفهٔ کوچک دیگری از سادات، به نام فرزندان سید شاه خیرالله و چند طایفهٔ کوچک از هزاره‌های سنگلاخ در داخل و خارج از این دره زندگی می‌کنند. هم‌چنین طایهٔ کوچکی از سادات حسینی از فرزندان شاه صالح برادر شاه قباد نیز در سنگلاخ زندگی می‌کنند.
سید شاه قباد ولی با وجودی که فاقد تحصیلات حوزوی یا کلاسیک بوده اما مردی شریف و متدین و صاحب کرامت بوده  از جایگاه ویژه‌ای درمیان مسلمانان منطقه برخوردار بوده‌است چنانچه مدفن وی همچنان زایرین و بازدیدکنندگان فراوانی دارد.

### سادات حسینی سنگلاخ
سادات حسینی نسب سنگلاخ از نسل «سید شاه قباد ولی» و برادرانش به‌خصوص «شاه ولی» (شاه والح) و «شاه شریف» هستند. بیشتری اولاد سید شاه قباد ولی در سنگلاخ هستند، اما عده‌ای زیادی از آن‌ها در شمال و مرکز افغانستان پراکنده شده‌اند. چنان‌که «سید خواجه شاه»، جد سادات «تنگی دهن خاکریز» در «درهٔ ترکمن» از سنگلاخ به آنجا رفته‌است. اکثر سادات «دایمیرداد» از اعقاب سید شاه قباد ولی و سنگلاخی‌تبار هستند و در مناطق «موچی»، «بیانات» و «قول گردی» سکونت دارند. در «قول خویش» نیز سادات سنگلاخی‌تبار حضور دارند و سادات «جوقول درهٔ میران»، «باغ لنگگ» و «خاک آغه» از اولاد سید شاه قباد ولی هستند.

### سادات موسوی سنگلاخ
قرن‌هاست که اعقاب «سید شاه خیرالله» نیز در درهٔ سنگلاخ زندگی می‌کنند. پسران سید شاه خیرالله به نام‌های سید مضراب شاه، سید زرین شاه و سیدمحمدخان در زمان سید شاه فیروزخان، شاه نوازخان و شاه جعفرخان نوادگان حضرت سید شاه قباد ولی، ساکن درهٔ سنگلاخ شدند. سید شاه خیرالله از نوادگان سیدابراهیم فرزند امام موسی کاظم امام هفتم شیعیان جهان است. از فرزندان سیدشاه خیرالله می‌توان به آیت‌الله العظمی سید میرعلی‌احمد حجت (ره) اشاره نمود که احیاگر شیعه در زمان ظاهر شاه پادشاه سابق افغانستان بود؛ و همچنین برادر وی علامه سید کاظم بلبل، عارف و شاعر معاصر.

### هزاره‌های سنگلاخ
هزاره‌های سنگلاخ از ساکنان قدیمی این دره هستند. بنابر روایت‌های شفاهی مردم محلی سنگلاخ که با روایت‌های پژوهشگران سازگاری دارد، ساکنان قدیمی درهٔ میدان از نهر فولاد تا سیاه خاک را هزاره‌ها، تاجیک‌ها و سادات شیعه تشکیل می‌داده‌اند. درهٔ میدان از منطقهٔ ملاخیل تا پل محراب مربوط به سادات بود که در آن محدوده تاجیک‌ها و هزاره‌ها هم در منطقهٔ جلریز و زایمنی سکونت داشتند. در آن زمان در درهٔ سنگلاخ شخصی بنام «دای میرک» نیز با اعوان و انصارش زندگی می‌کرد. هزاره‌ها درسنگلاخ در مناطق قول درهٔ‌حصار، آهنگران و پیوندا، ساکن هستند. هزاره‌های درهٔ حصار متشکل از چهار طایفه می‌باشند که عبارتند از: دایمیرک، نور احمد، سعدالله و جمعه.

### تاریخ و تحولات
رویدادهای سنگلاخ به عنوان دره‌ای که سه ولایت میدان وردک، کابل و پروان را به هم وصل می‌کند با ولایت‌های مذکور پیوند تاریخی دارد. تاریخ سنگلاخ، به‌خصوص با تاریخ درهٔ میدان ارتباط مستقیم داشته و از تحولات آن تأثیر پذیرفته‌است. رویدادها و تحولات تاریخی و اجتماعی درهٔ میدان و به تبع آن تحولات درهٔ سنگلاخ آن به دلایل مختلف چندان ثبت نشده و اسناد و منابع کمی برای مطالعه و بررسی آن وجود دارد.
بر اساس نظریه‌هایی که برخی پژوهشگران تاکنون ارائه کرده‌اند، تا قرن هفدهم میلادی (قرن یازدهم هجری) مناطق وسیع میدان وردک و درهٔ میدان به‌طور عمده هزاره‌نشین و مردم آن فارسی‌زبان بوده‌اند. البته در برخی مناطق درهٔ میدان تاجیک‌ها از قدیم سکونت داشتند که هنوز هم حضور دارند مانند، جلریز، تکانه، کهنه خمار و برخی مناطق دیگر. پس از سلطهٔ تدریجی پشتون‌ها در میدان وردک و بخشی از میدان، سادات شیعه و هم مذهبان هزاره‌شان تا قرن پانزدهم میلادی بخش‌های وسیعی از درهٔ میدان، از ملا خیل تا پل محراب، را در اختیار داشتند. اقوام پشتون با حملات متعدد به تدریج بخش‌های باقی‌مانده را نیز به تصرف خود درآوردند، سادات و هزاره‌ها را به کوه پایه‌ها راندند.
در زمان حکومت محلی هوتکی‌ها در قندهار، قبیلهٔ خروتی پل سرخ میدان، با همکاری قبایل دیگر برای تصرف سنگلاخ لشکر کشی کردند. جنگ سختی در ابتدای درهٔ سنگلاخ آغاز شد و لشکر مهاجم که از نظر تعداد و تجهیزات بیشتر از نیروهای بومی سنگلاخ بود، تا منطقه‌ای که هم‌اکنون «خروتی» نامیده می‌شود پیشروی نموده و آنجا را تصرف کردند.
آخرین بار کوچی‌های خماری خیل، از قوم غلجایی، با حمایت پشتون‌های میدان و میدان وردک در قرن هفدهم میلادی (قرن یازدهم هجری) در زمان سید شاه فیروزخان، نوهٔ سید شاه قباد ولی، با لشکر عظیمی به سنگلاخ حمله کردند. در برابر این حملهٔ که کوچی‌ها تا منطقهٔ آهنگران آمده بودند سید شاه نوازخان، برادر سید شاه فیروزخان، با افراد اندکی مقاومت کرد که کشته شد. کوچی‌های خماری خیل سر شاه نوازخان را از تن جدا نموده و با خود بردند. سید شاه فیروزخان برای انتقام برادرش شاه نوازخان، قیام کرد و در دشت «رمه تاله» در منطقهٔ «یورد» بهسود، با غلجایی‌ها جنگید و آن‌ها را شکست داد و با قبول جبران خسارت به رسم افغانی کوچی‌ها یک دختر به شاه فیروزخان داده و تعهد سپردند که بعد از آن از کوه‌های سنگلاخ به عنوان علف‌چر استفاده نکنند، مگر این که بابت آن «باج» دهند.

### سنگلاخ در دوره حمله شوروی
درهٔ سنگلاخ که دارای موقعیت راهبردی است در دوران حمله شوروی به افغانستان خسارت‌های زیادی را متحمل شد. در حملات سال‌های ۱۳۶۴ و ۱۳۶۵، نیروهای شوروی سابق سنگین‌ترین حملات خود علیه این منطقه را انجام دادند. ارتش شوروی سابق از سال ۱۳۵۹ تا سال ۱۳۶۶ بیست و دو بار، به درهٔ سنگلاخ حمله کرد. تعدد چنین حملات گسترده، بیانگر اهمیت درهٔ سنگلاخ، است.
تنها پایگاه امام حسین در این مدت هفت بار مورد حمله هوایی قرار گرفت، منطقه خشک کرمنج که پایگاه در آنجا قرار داشت کاملاً ویران شد. بیش از ۴۶ تن از مبارزین و مربوطین پایگاه امام حسین (ع) کشته شدند. یکصد نفر زخمی و ۶۰ خانه، سه مسجد و یک حسینیه تخریب شد. در مناطق دیگر سنگلاخ نیز تعدادی زیادی مردم کشته و زخمی شدند. از وقایعی که بسیار تاثر انگیز است وجود غاصبان زمین در این درّه می باشد که آقای قبادی "بچه پیشانه" در این زمینه رکورد دار است. 
به امید روزی که سنگلاخ با نام چنین افرادی آلوده نباشد 